# Gerda von Zobeltitz
Gerda von Zobeltitz (9 de junio de 1891 - 29 de marzo de 1963) fue una modista, noble alemana y una de las primeras personas transgénero reconocidas a finales del Imperio alemán y principios de la República de Weimar.

## Vida

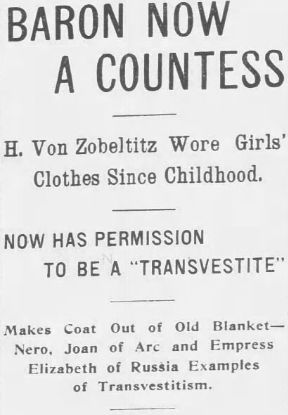
Un artículo sobre Zobeltitz en el Chattanooga Daily Times, 12 de agosto de 1912.

Zobeltitz procedía de una familia noble del mismo nombre, aunque de una línea que "había descendido un poco en términos sociales en las últimas generaciones". Creció en Weissensee, Berlín y vivió allí con su familia la mayor parte de su vida. Su padre era talabartero, como su abuelo. Su madre a veces aparece en las libretas de direcciones como capataz de mercado, y otras veces como viuda. Zobeltitz tenía un hermano mayor que murió en la infancia y una hermana dos años menor que ella que permaneció cerca de la familia.
Zobeltitz aparece registrada por primera vez con el nombre de Gerda en 1912. Ella le escribió a Magnus Hirschfeld pidiéndole ayuda. Hirschfeld y su colega, Ernst Burchard, dirigieron un consultorio en el que fueron pioneros en la medicina sexual y del cual surgió el Instituto de Ciencias Sexuales en 1919. Examinaron a Zobeltitz y le entregaron un informe que debía ayudarla a conseguir uno de los primeros certificados de travestis. Este documento tenía como objetivo proteger de la persecución policial a las personas cuya vestimenta no correspondía a su sexo oficial.
Gerda von Zobeltitz fue detenida por primera vez en febrero de 1912 y llevada a la comisaría de policía de Weissensee. Poco después fue puesta en libertad y la policía de Berlín presentó un informe sobre su situación. El informe correspondía a la visión que tenía Hirschfeld sobre el comportamiento travesti en aquella época. Se atestigua la "tendencia incontenible" de Gerda desde una edad temprana a "vivir a la manera del sexo opuesto, en particular a vestirse como una niña y a participar en juegos y trabajos". Gerda también vistió ropa de mujer para el examen del Ejército Imperial. También certificaron que no tenía ninguna tendencia hacia la homosexualidad perseguida penalmente.
En noviembre de 1912, von Zobeltitz solicitó un pase de travesti con la ayuda del informe del jefe de policía de Berlín, Traugott von Jagow, y recibió el pase el 5 de marzo de 1913. Fue el tercer certificado de este tipo comprobado. Al menos seis periódicos berlineses informaron sobre el pase, algunos de ellos con una foto y otros detalles. El incidente también atrajo la atención en los países de habla alemana; un periódico semanal vienés informó:

The district president in Potsdam recently gave permission to 20-year-old Georg von Zobeltitz in Weissensee near Berlin to wear women's clothes all the time. The young man had been repeatedly arrested by the police in women's clothing and had to be released again and again because of his feminine disposition. It caused quite a stir when he appeared before the selection committee in women's clothing and could not be persuaded to wear men's clothing in this case. Now that he has gained official permission to wear women's clothing, he will also take up a female profession and learn sewing in order to open a fashion salon.
Kürzlich hat der Regierungspräsident in Potsdam dem 20 Jahre alten Georg von Zobeltitz in Weißensee bei Berlin die Erlaubnis erteilt, dauernd Frauenkleider tragen zu dürfen. Der junge Mann war wiederholt in Frauenkleidern von der Polizei verhaftet worden und mußte in Anbetracht seiner femininen Veranlagung stets wieder freigegeben werden. Nicht wenig Aufsehen erregte es, als er bei der Stellung vor der Aushebungskommission in Frauenkleidern erschien und durchaus nicht zu bewegen war, sich in diesem Fall der Männerkleidung zu bedienen. Da er sich nun die behördliche Erlaubnis zum Tragen der Frauenkleidung errungen hat, wird er auch einen weiblichen Beruf ergreifen und die Näherei erlernen, um einen Modensalon zu eröffnen.
Article in Das interessante Blatt, 3 April 1913

En junio de 1914, von Zobeltitz fue arrestada nuevamente con poca antelación porque vestía ropa extraordinariamente llamativa y había atraído grandes multitudes en varias ocasiones. Trabajó como modista y lució sus propios diseños de manera extravagante y siguiendo las últimas tendencias de la moda. En agosto de 1916, dos periódicos volvieron a informar sobre Gerda von Zobeltitz, diciendo que se había casado con una actriz; las dos aparecieron en una foto con sus vestidos de novia. De hecho, el 29 de agosto de 1916, von Zobeltitz se casó con Charlotte Valeska Theophila Paulig, una soldado rasa de 37 años nacida en Berlín-Schoeneberg.
En octubre de 1916, su pariente lejano Hanns von Zobeltitz solicitó revocar el permiso de Gerda para usar ropa de mujer. La acusó de perturbar el orden público y se refirió al escándalo público que provocó el matrimonio y a un incidente ocurrido en un bar no especificado cerca de Nollendorfplatz. En particular, ya no eran aplicables los requisitos para la expedición del documento de identidad en el caso de la boda. Hanns von Zobeltitz era un capitán fuera de servicio que pertenecía a la línea influyente de la familia, y sus escritos causaron impresión. Después de algunas cartas internas de las autoridades, a mediados de diciembre de 1916 se emitió una orden según la cual el jefe de la oficina en Weissensee debía emitir un decreto contra el pase para travestis. No está claro si esto se llevó a cabo realmente y cómo; en las décadas de 1930 y 1940 hay documentadas confirmaciones oficiales de permiso para usar ropa de mujer.[cita requerida]
Von Zobeltitz se divorció pppde su esposa después de sólo unos meses, el 29 de mayo de 1917, ante el Tribunal Real del Distrito III de Berlín. Hasta 1921 se produjeron otros matrimonios de corta duración que nunca duraron más de once meses.[cita requerida]
En la década de 1920, Gerda von Zobeltitz fue una parte visible de la subcultura berlinesa. Aparece en diciembre de 1920 en un anuncio del pub Pan-Diele, en el que se anuncia una actuación de la “Baronesa Gerd von Zobeltitz – el fenómeno berlinés” para el baile del té. En un baile de disfraces, el "Festival de la Fantasía", en el City Hotel, interpretó Das lila Lied, el primer himno alemán del movimiento homosexual.[cita requerida]
Según algunos relatos, von Zobeltitz estuvo presente en una pelea en Rauchfangwerder en el lago Zeuthen el 5 de julio de 1930. Esta es la primera postura conocida contra la violencia policial por parte de homosexuales y otras minorías sexuales, casi 40 años antes de los disturbios de Stonewall en la ciudad de Nueva York. Un grupo local de Berlín, la Asociación Federal de Derechos Humanos, había organizado un viaje en barco a un popular lugar turístico y había alquilado allí una sala para varios cientos de gays y lesbianas. En el mismo bar lo celebró el grupo deportivo de la policía de Berlín Mitte. Las tensiones aumentaron desde los insultos hasta la violencia abierta a medida que avanzaba el consumo de alcohol. Algunos de los gays y lesbianas se defendieron y finalmente lograron que los agentes de policía huyeran.[cita requerida]
Durante el régimen nazi, von Zobeltitz continuó trabajando como costurera en su apartamento de Weissensee y, según relatos orales contemporáneos, siempre estaba elegantemente vestida. Testigos contemporáneos hablan de temores de persecución por parte del régimen, pero no hay indicios de que ella tuviera dificultades. Se sabe que escuchaba a menudo y en voz alta las emisiones prohibidas de la BBC, que también llamaba a sus tres perros San Bernardo "Voralarm" (prealerta), "Alarm" y "Entwarnung" (todo despejado) y disfrutaba llamándolos en voz alta desde el balcón. Se la describe como alguien que maldice con frecuencia y con dureza y que no tolera nada cuando se cuestiona su comportamiento femenino. Algunos testigos contemporáneos insinuaron relaciones con hombres, pero no hay documentación que lo respalde. En 1944, Gerda se volvió a casar y se mudó de Weissensee a Charlottenburg. Su esposa tenía allí una floristería.
Después de la Segunda Guerra Mundial, su hermana y su hija se mudaron a su apartamento, probablemente debido a la escasez de viviendas resultante de la destrucción de la guerra. Von Zobeltitz continuó confeccionando ropa de mujer, que su hermana vendía en el mercado. En la libreta de direcciones oficial de 1957 aparece como bailarina, profesión que por lo demás sólo aparece en el certificado de matrimonio del 30 de diciembre de 1919 como "actriz y bailarina".[cita requerida]
Gerda von Zobeltitz murió en un accidente de tráfico el 29 de marzo de 1963. Había perdido parte de la vista y fue atropellada en Kurfürstendamm, resultando mortalmente herida. Su esposa vivió en el antiguo apartamento hasta enero de 1985.[cita requerida]

## Legado
Gerda von Zobeltitz ganó atención en 2009 cuando fue una de las personas destacadas en una presentación de la historia de las lesbianas y los gays de Berlín en Prenzlauer Berg, Pankow y Weissensee. La historiadora Katja Koblitz, de la asociación Spinnboden, escribió un estudio biográfico de von Zobeltitz basado en material de archivo y entrevistas con testigos presenciales.
En 2015, la Oficina Estatal de Igualdad de Berlín – Contra la Discriminación realizó una investigación para examinar si se podía honrar a individuos LGBT históricos mediante el nombre de calles y otros lugares. La oficina estatal concluyó que von Zobeltitz había asumido un papel pionero en la lucha por el reconocimiento y la autodeterminación y que su confianza en sí misma, su coraje y su perseverancia debían ser honrados. El informe concluye: "Gerda von Zobeltitz es también un ejemplo de la discriminación que ha sufrido y del no reconocimiento de su propio modo de vida, también por parte de sectores de su familia de origen".
Desde entonces, Gerda von Zobeltitz ha sido mencionada repetidamente en representaciones del papel de las primeras personas trans en la República de Weimar, como en la exposición "TO BE SEEN. Queer lives 1900–1950" en el NS-Document Center Munich 2022/23.